# Hanspeter Knirsch
Hanspeter Knirsch (* 22. Juli 1950 in Bochum) ist ein deutscher Jurist und ehemaliger Kommunalbeamter. Er war 1976 bis 1977 Vorsitzender der Jungdemokraten, von 1988 bis 1996 Stadtdirektor in Emsdetten und von 2001 bis 2006 Beigeordneter der Stadt Bochum.

## Leben
Während seiner Schulzeit in Bochum engagierte er sich in der Schülermitverwaltung. Er war 1966 Schulsprecher der Theodor-Körner-Schule in Bochum-Dahlhausen. Anschließend ging er als erster Schüler seines Gymnasiums für ein Jahr als Austauschschüler mit dem American Field Service (AFS) in die USA. Er absolvierte dort die Abschlussklasse der Laguna Blanca High School in Santa Barbara, Kalifornien. Ein Studium der Rechtswissenschaften an der Ruhr-Universität Bochum folgte zwischen 1969 und 1974. Knirsch war zeitweise Mitglied des Studentenparlaments und Redakteur der Bochumer Studentenzeitung. An der Ruhr-Universität Bochum promovierte er 1987 extern mit der Dissertation zum Thema „Das Spannungsfeld zwischen Informationsansprüchen und Geheimhaltungspflichten – dargestellt am Beispiel der Kommunalverwaltung in Nordrhein-Westfalen“. 
Durch seine beruflichen Tätigkeiten als Justiziar der Stadt Essen (1978–1986) und Leiter des Rechtsamts der Stadt Sindelfingen (1986–1988) qualifizierte er sich für die Wahl zum Stadtdirektor der Stadt Emsdetten (Kreis Steinfurt) im Jahr 1988. Er war zu diesem Zeitpunkt der jüngste Stadtdirektor in Nordrhein-Westfalen. In seiner Amtszeit wurden u. a. die regional bedeutsamen kulturellen Einrichtungen „Stroetmanns Fabrik“ und „Galerie Münsterland“ realisiert. Auf seine Initiative hin bekam Emsdetten in der nach Plänen des Kölner Architekten Artur Mandler umgebauten und erweiterten Villa Schilgen eine öffentliche Bibliothek. Von 1996 bis 2001 arbeitete er als Rechtsanwalt und Unternehmensberater für die Rinke Unternehmensberatung in Wuppertal. Von 2001 bis 2006 war er Beigeordneter der Stadt Bochum für das Dezernat Recht, Sicherheit und Ordnung. Seit 2006 ist er selbständiger Berater und Rechtsanwalt mit den Schwerpunkten Kommunalrecht, Organisation und öffentliches Haushaltsrecht (Neues Kommunales Finanzmanagement).

## Politik
Knirsch trat den Jungdemokraten und der FDP bei und wurde 1976 als Nachfolger von Ingrid Matthäus und Theo Schiller Bundesvorsitzender der Jungdemokraten. In dieser Eigenschaft gehörte er bis zu seinem Rücktritt im Jahr 1977 dem Bundesvorstand der FDP an und arbeitete in dieser Zeit u. a. in der Perspektivkommission unter Vorsitz von Gerhart Baum mit, die eine Fortschreibung der Freiburger Thesen der FDP erarbeitete, die jedoch auf dem Kieler Bundesparteitag 1977 in wesentlichen Teilen keine Mehrheit fand. 1979 wurde er u. a. wegen seines Engagements in der Bürgerinitiative gegen den Bau der A 44 (DüBoDo) in den Rat der Stadt Bochum gewählt. Am Tag nach seinem Wahlerfolg verwarf die allein in Bochum regierende SPD die Pläne zum Bau der A 44 quer durch den Bochumer Süden. Dem Rat gehörte er bis 1984 an. 1982 verließ er wegen des Koalitionsbruchs die FDP und schloss sich den Liberalen Demokraten (LD) an. 1983 wurde er zum Sprecher des LD-nahen Vereins Liberale Kommunalpolitiker (LK) gewählt. Nachdem die LD sich entschieden hatten, nicht an der Europawahl 1984 teilzunehmen, verließ er die Partei wieder. Zwischen 1990 und 2023 gehörte er der SPD an.

## Veröffentlichungen
Als Student veröffentlichte er 1972 in der von Ingo von Münch herausgegebenen Reihe „Aktuelle Dokumente“ des de Gruyter Verlags den Band „Bodenrecht“. Es folgten 1973 der Dokumentationsband „››Radikale›› im öffentlichen Dienst“(gemeinsam mit Bernhard Nagel und Wolfgang Voegeli) und 1976 das Handbuch „Die Chance der Bürgerinitiativen“ (gemeinsam mit Friedhelm Nickolmann). Fachveröffentlichungen vor allem aus dem kommunalrechtlichen und verwaltungswissenschaftlichen Bereich sind seither erschienen. Im Jahr 2000 veröffentlichte er im Eigenverlag bei Books on Demand die Denkschrift „Pandoras Erbe“, in der er sich mit dem Phänomen des Handelns wider besseres Wissen auseinandersetzt. Seit dem Jahr 2008 betreut er in dem Gemeindeordnungskommentar „Rehn/Cronauge“ das kommunale Haushaltsrecht in Nordrhein-Westfalen. Seit 2020 veröffentlicht er in unregelmäßigen Abständen Artikel und Essays zum Zeitgeschehen in dem Internet-Magazin Beueler Extradienst.

## Schriften (Auswahl)
- Kommunalpolitik von A bis Z. Ein alphabetischer Leitfaden durch die Gemeindeordnung NRW für die kommunalpolitische Praxis. 5. Aufl. Düsseldorf 2013.
- mit Hans-Gerd von Lennep: Leitfaden für die Ratsarbeit. 5. Aufl. Düsseldorf 2009.
- Information und Geheimhaltung im Kommunalrecht. Köln 1987 (zugleich: Diss.).
- mit Friedhelm Nickolmann: Die Chance der Bürgerinitiativen. Ein Handbuch. Wuppertal 1976.
- (Hrsg.): Radikale im öffentlichen Dienst? Eine Dokumentation. Frankfurt a. M. 1973.
- (Hrsg.): Bodenrecht. Beitrag zur Reform des Grundeigentums. Berlin 1972.